# Phthitia
Phthitia es un género de moscas de la familia Sphaeroceridae. Se distribuyen por todo el mundo, excepto zonas polares.

## Especies
Se reconocen los siguientes subgéneros y especies:
Subgénero Alimosina Roháček, 1983
- P. empiricus (Hutton, 1901)[7]
- P. rennelli (Harrison, 1964)[8]

Subgénero Collimosina Roháček, 1983
- P. quadricercus Marshall in Marshall & Smith, 1992[9]
- P. spinosa (Collin, 1930)[10]

Subgénero Kimosina Roháček, 1983
- P. antillensis Marshall in Marshall & Smith, 1992[9]
- P. antipoda (Roháček, 1984)[11]
- P. bicalyx Marshall in Marshall & Smith, 1992[9]
- P. bicornis Su & Liu, 2009[12]
- P. cercipilis Marshall in Marshall & Smith, 1992[9]
- P. chilenica (Duda, 1925)[13]
- P. ciliata (Duda, 1918)[14]
- P. digiseta Marshall in Marshall & Smith, 1992[9]
- P. digistylus Marshall in Marshall & Smith, 1992[9]
- P. emarginata Marshall, 2009[15]
- P. enigmatica Carles-Tolrá, 2011[16]
- P. glabrescens (Villeneuve, 1917)
- P. levigena (Spuler, 1925)[17]
- P. lineasterna Marshall in Marshall & Smith, 1992[9]
- P. lobocercus Marshall in Marshall & Smith, 1992[9]
- P. longisetosa (Dahl, 1909)[18]
- P. luteocercus Marshall in Marshall & Smith, 1992[9]
- P. luteofrons Marshall in Marshall & Smith, 1992[9]
- P. merida Marshall in Marshall & Smith, 1992[9]
- P. mulroneyi Marshall in Marshall & Smith, 1992[9]
- P. nigrifacies Marshall in Marshall & Smith, 1992[9]
- P. notthomasi Marshall in Marshall & Smith, 1992[9]
- P. obunca Marshall in Marshall & Smith, 1992[9]
- P. occimosa Marshall in Marshall & Smith, 1992[9]
- P. ovicercus Marshall in Marshall & Smith, 1992[9]
- P. plesiocercus Marshall, 2009[15]
- P. plumosula (Róndani, 1880)[19]
- P. sicana (Munari, 1988)[20]
- P. soikai (Munari, 1990)[21]
- P. spinicalyx Marshall in Marshall & Smith, 1992[9]
- P. squamosa Marshall in Marshall & Winchester, 1999[22]
- P. thomasi (Harrison, 1959)[23]

Subgénero Phthitia Enderlein, 1938
- P. alexandri Richards, 1955[24]
- P. charpentieri Marshall & Smith, 1995[25]
- P. cortesi Marshall & Smith, 1995[25]
- P. gonzalezi Marshall & Smith, 1995[25]
- P. miradorensis Marshall & Smith, 1995[25]
- P. sanctaehelenae (Richards, 1951)[3]
- P. selkirki (Enderlein, 1938)[1]
- P. venosa Enderlein, 1938[1]

Subgénero Rufolimosina Papp, 2008
- P. ornata Papp, 2008[26]
- P. oswaldi Papp, 2008[26]